# 极速前进中国版2
《极速前进2》（英語：The Amazing Race 2）是真人秀電視節目极速前进中国版的第二季。节目版权引进自美国真人秀电视节目《极速前进》。如第一季一样，中国《极速前进》仍启用“明星阵容”，本季度共有八對不同關係的選手參賽，包括韩庚与吴昕、杨千嬅与老公丁子高、邓紫棋与张芸京、曾志伟与女兒曾宝仪、筷子兄弟以及冯喆与朱珠参加。及踢馆选手金钟国与李光洙和姐弟原子鏸与原和玉。
本季新增了「踢馆」賽制。在某賽段開始踢馆选手會加入，一起出發。如果踢馆选手在踢馆賽段拿下第一或二名才算踢馆成功。如成功該賽段最後一名可能會被淘汰。如不是，則算踢馆失敗和可能被淘汰。
深圳卫视在2015年7月3日播出《极速前进中国版1》的彩蛋，是一些之前未曾播出过的全新内容，第二季的正片在2015年7月10日起每周五晚21:10播出。
关于节目主持人，本季比赛全程主持人一职由吴振天接任。
值得注意的是，本季新增了“踢馆选手”环节，即该参赛者会在比赛进行过程中中加入比赛进程，他们不用从第一赛段就进入比赛，而是从比赛某个途中才开始加入比赛进程。

## 比賽结果
下表列出了所有参赛队伍的比赛结果，以排名顺序列出。當中列出的隊員關係為節目拍攝時期的狀態，关系描述为官方版本。
| 隊伍            | 關係     | 分段比賽成績 | 分段比賽成績 | 分段比賽成績 | 分段比賽成績 | 分段比賽成績 | 分段比賽成績 | 分段比賽成績 | 分段比賽成績 | 分段比賽成績 | 分段比賽成績 | 路障完成情況       |
| 隊伍            | 關係     | 1            | 2            | 3            | 4+           | 5+           | 6            | 7∂12         | 812          | 9∂           | 10           | 路障完成情況       |
| --------------- | -------- | ------------ | ------------ | ------------ | ------------ | ------------ | ------------ | ------------ | ------------ | ------------ | ------------ | ------------------ |
| 韩庚 & 吴昕     | 朋友     | 2nd          | 4th          | 2nd45        | 2nd          | 1st⊃         | 1st          | 2nd          | 1stθ         | 4th1314      | 1st          | 韩庚 6，吴昕 1     |
| 杨千嬅 & 丁子高 | 夫妻     | 1st          | 2nd»         | 1st          | 3rdε6        | 2nd⊂         | 3rd10        | 4th          | 1stθ         | 3rd14        | 2nd          | 杨千嬅 1，丁子高 6 |
| 肖央 & 王太利   | 筷子兄弟 | 5th          | 5th3»        | 4th45        | 4th~         | 3rd          | 2nd          | 3rd          | 3rd^         | 1st          | 3rd          | 肖央 6，王太利 1   |
| 金鐘國 & 李光洙 | 搭檔     |              |              |              |              |              |              |              |              | 2nd∇14       |              | 金鐘國 0，李光洙 1 |
| 原子鏸 & 原和玉 | 姐弟     |              |              |              |              |              |              | 1st√         | 4th^         |              |              | 原子鏸 0，原和玉 0 |
| 邓紫棋 & 张芸京 | 闺蜜     | 6th2         | 3rd          | 5th5         | 1st          | 4th~11       | 4th          |              |              |              |              | 邓紫棋 3，张芸京 2 |
| 曾志伟 & 曾宝仪 | 父女     | 4th1         | 1st»         | 3rd5         | 5th7ə89      |              |              |              |              |              |              | 曾志伟 2，曾宝仪 1 |
| 冯喆 & 朱珠     | 情侣     | 3rd          | 6th«         |              |              |              |              |              |              |              |              | 冯喆 1，朱珠 1     |

- 紅 : 該隊已被淘汰
- 下線藍：該隊最後抵達非淘汰提示站，在下赛段该队需要完成减速障碍（Speed Bump）
- 下線蓝绿：該隊最後抵達非淘汰提示站，在休息時間中會有懲罰（懲罰看賽程摘要）
- 綠ƒ：該隊贏得快进（Fast Forward）線索
- 紫ε：該隊於賽段中使用「迅速通關卡」（Express Pass）。洋紅ə：該隊於賽段中使用，獲另一隊給予的第二張「迅速通關卡」
- 橙>：指該隊使用讓路；而<是被指定讓路的队伍；<>表示该赛段有讓路但無隊伍使用
- 棕⊃或青⋑該隊為兩隊中，使用「雙重迴轉」（Double U-turn）之其中一隊隊伍；⊂或⋐是被指定迴轉的队伍，⊂⊃或⋐⋑表示该赛段有回转但没有队伍选择使用
- 靛»表明該隊投票回转了获票数最多的队伍；«是被各队投票指定迴轉最多的队伍
- 橙+：代表该赛段设有对战任务；~：表示该队输于对战任务，将在对战任务结束后在对战任务当地罚时15分钟
- 对应的颜色编号紅^以及黑θ表示该赛段積分联合任务(分組對抗積分賽)中各队的分组情况和代表顏色
- 粉色 ∂是該赛段有踢館選手，綠色 √為踢館成功，紅色 ∇為踢館失敗
- 下划线的赛段编号表示本赛段到达提示站之后有强制休息，但是組別須找一家他們已選的家並留夜。同时，本赛段最后一名不会被淘汰，但他們只可在商店內打地鋪

- ^  注解1：曾志伟 & 曾宝仪放弃挑战水下逃生路障任务，因而选择罚时1个小时。由於在放棄前曾志伟選擇完成路障，使他的完成數有變動。
- ^  注解2：邓紫棋 & 张芸京放弃挑战繞道任务，因而告知會在提示站罚时1个小时
- ^  注解3：肖央 & 王太利选择放弃挑战路障任务，因而在任务当地被罚时1个小时
- ^  注解4：肖央 & 王太利和韩庚 & 吴昕因為在繞道外取得金錢，因而接收15分鐘罰時。
- ^  注解5：曾志伟 & 曾宝仪、肖央 & 王太利、韩庚 & 吴昕和邓紫棋 & 张芸京因為未能完成路障而被罰時15分鐘。
- ^  注解6：丁子高 & 杨千嬅用直通卡跳过了绕道任务。
- ^  注解7：曾志伟 & 曾宝仪在对战任务中受伤使得无法继续完成挑战，他们将在完成对战任务最后一组肖央 & 王太利罚时结束后再罚时15分钟才能继续比赛。
- ^  注解8：曾志伟 & 曾宝仪运用直通卡跳过了地下城解密的信息任务。
- ^  注解9：曾志伟 & 曾宝仪原本是第二队到达中继站的队伍，但由于他们放弃了上一赛段的体验民俗任务，因而在这一赛段的中继站被罚时1个小时，这也使得他们变成最后而被淘汰。
- ^  注解10：丁子高 & 杨千嬅放弃挑战蕩秋千的信息任务，因而在任务当地被罚时1个小时
- ^  注解11：邓紫棋 & 张芸京输于对战任务，将在对战任务结束后在对战任务当地罚时5分钟
- ^  注解12：第七,八段沒有任何繞道或路障
- ^  注解13：韩庚 & 吴昕在賽程途中掉雞隻，須要罰時，但是因為是最後一名，加上金鐘國 & 李光洙踢館失敗，所以沒被罰時或淘汰
- ^  注解14：金鐘國 & 李光洙在這賽段是第二位，但根據本賽段踢館規則，踢館選手須得第一才算成功。因為排名第二，沒有在這賽段拿到第一位，所以踢館失敗，並即時淘汰。丁子高 & 杨千嬅，韩庚 & 吴昕因金鐘國 & 李光洙踢館失敗，所以用第三、第四的身份登記。

## 赛段奖项
- 第一段 - 两张迅速通关卡，智能净水器，以及5,0000元的旅游基金
- 第二段 - 选手可在兩個英菲尼迪車款中选择，下一賽场使用的車款，并可以立該坐上直升机去大堡礁

## 投票记录
本次极速前进中国版也设定了投票回转，每支队伍都需要回转另一支队伍，票数最多的队伍就会被回转
|                 | 投票回转               |
| --------------- | ---------------------- |
| 赛段数:         | 2                      |
| 被指定回转队伍: | 冯喆 & 朱珠 3/6 投票率 |
| 投票队伍        | 投票情况               |
| 韩庚 & 吴昕     | 杨千嬅 & 丁子高        |
| 杨千嬅 & 丁子高 | 冯喆 & 朱珠            |
| 冯喆 & 朱珠     | 杨千嬅 & 丁子高        |
| 曾志伟 & 曾宝仪 | 冯喆 & 朱珠            |
| 邓紫棋 & 张芸京 | 肖央 & 王太利          |
| 肖央 & 王太利   | 冯喆 & 朱珠            |

## 賽程摘要

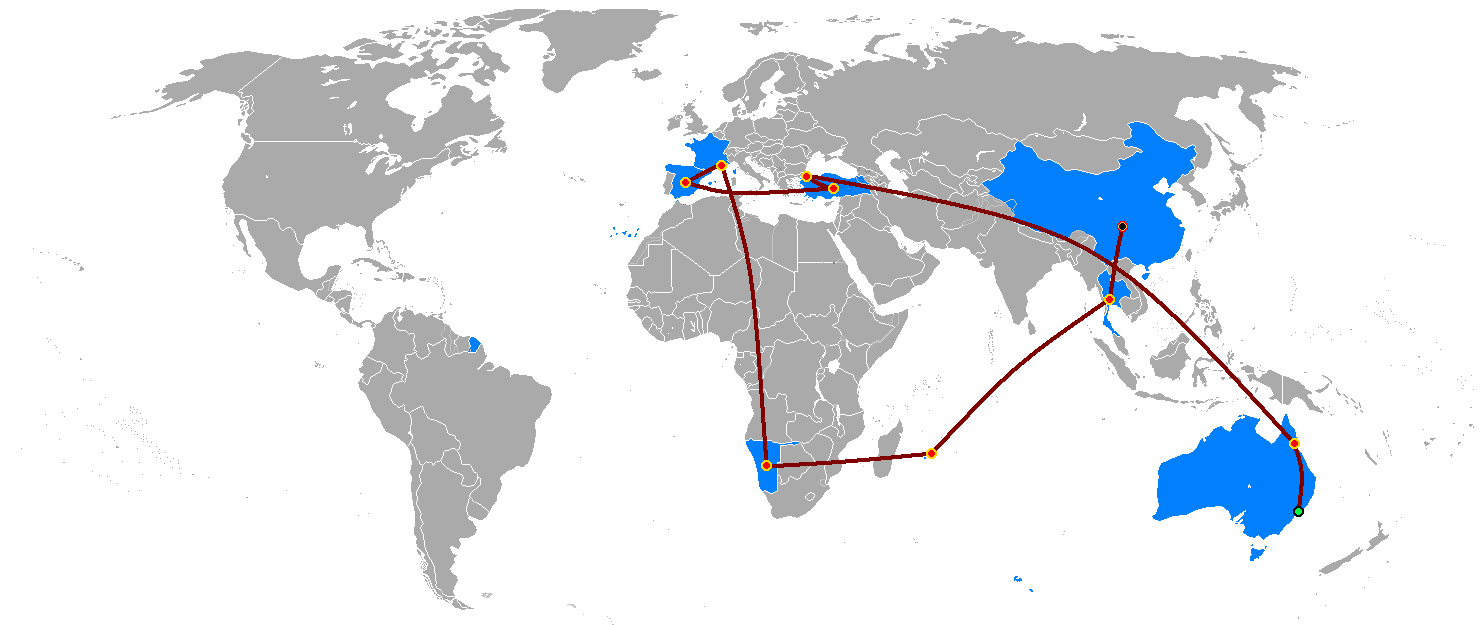
比賽地圖。

### 第1段（澳大利亚）

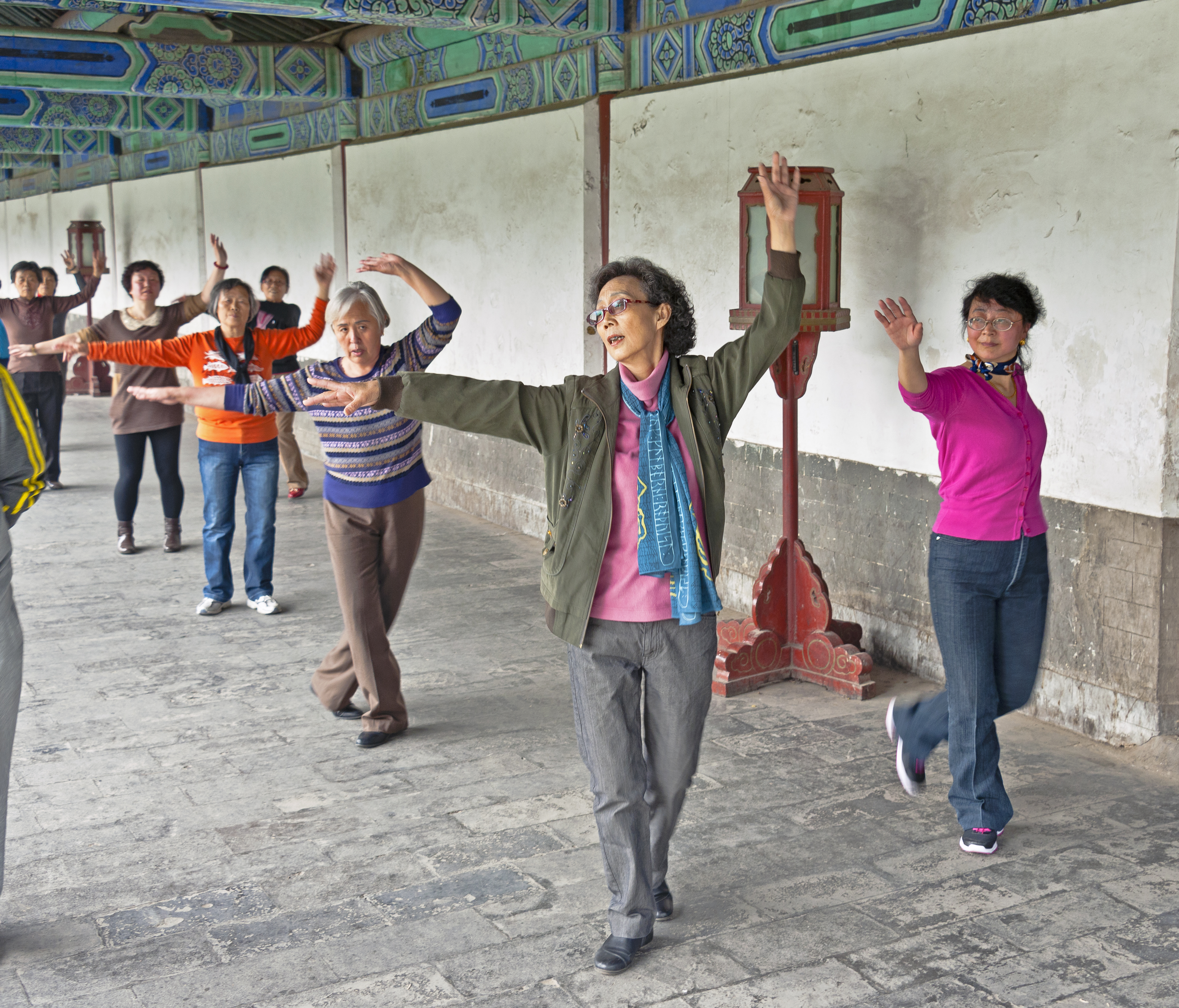
选手和7名游客的广场舞表演必须动作整齐，裁判才会递上下一张线索卡

- 澳大利亚，悉尼，新南威尔士州 (悉尼机场)
- 悉尼(屈臣氏湾)（起点线）
- 悉尼 (百年紀念公園)
- 悉尼 (Farm Cove)
- 悉尼 (悉尼歌剧院北广场) [AT1]
- 悉尼 (海德公園)

本赛段任务摘要：

起点线任务：选手需要到前往帆船寻找到6张线索卡。

绕道：队伍要选择“滑溜溜”或“软棉棉”两项任务之一。
- 在“滑溜溜”任务中：选手需要挑选一位壮汉和他配合一起拉绳，另一位选手带上头盔穿上滑行服和西瓜跑鞋。三人组队成功滑行40米，成功即可获得下一条线索。
- 在“软棉棉”任务中：选手需要到羊圈中抓到羊将它按到，并用牛仔帽 蓋住羊的眼睛，三只羊同时不动保持三秒钟。

路障：选手需要穿上专业潜水服潜入位于海水中央的铁笼中，解开笼子中的五根绳索，使在最上面的铜匙环掉落在笼子底部，再打开旁边的门锁成功开锁并从铁笼底部逃脱出来。
附加任务：

- AT1：选手需要找7名游客一起完成广场舞表演。

### 第2段（澳大利亚）

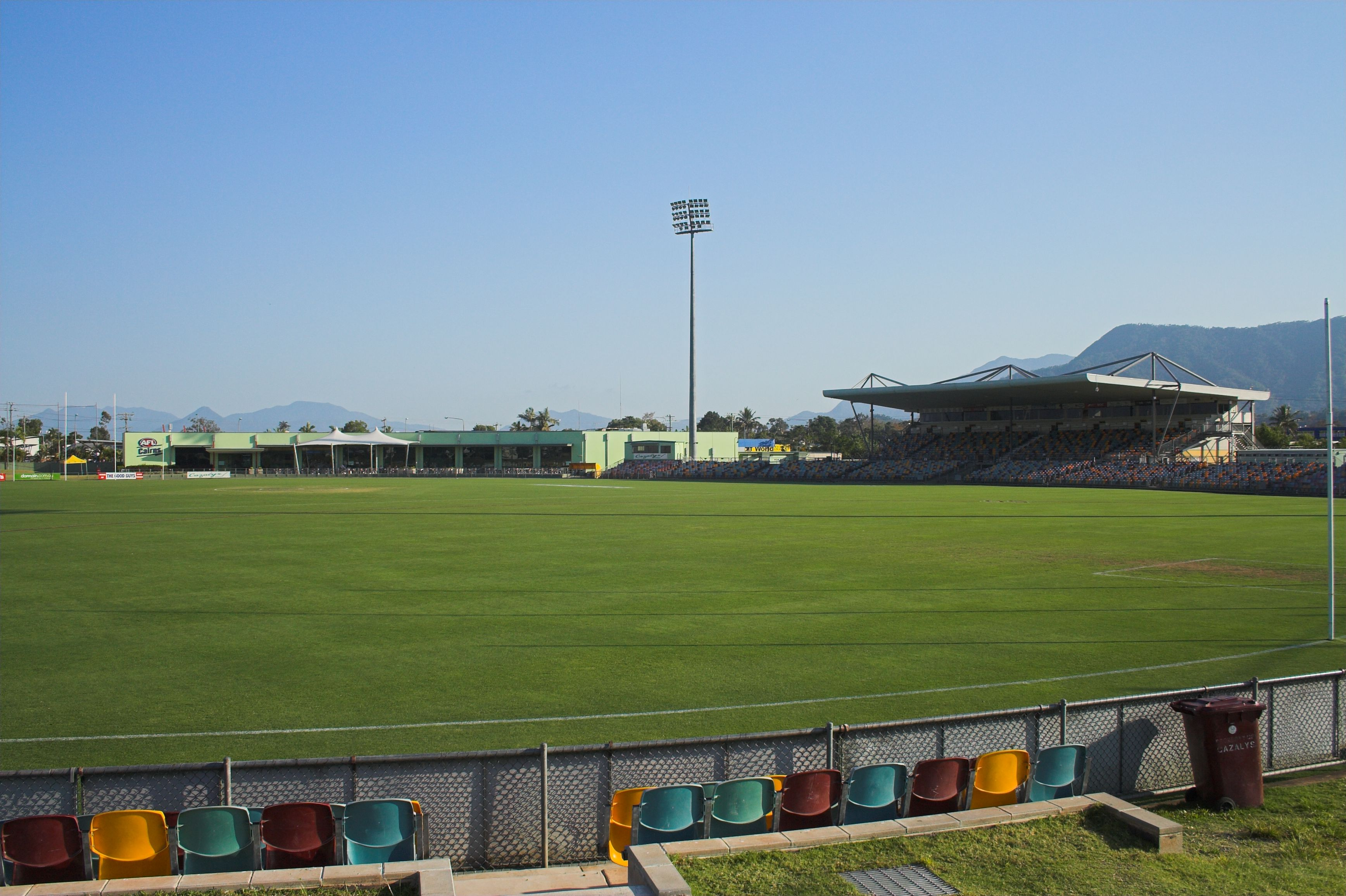
第2段赛段提示站Cazaly's 體育場

- 澳大利亚，凱恩斯，昆士蘭州 (凱恩斯機場)
- 庫蘭達（英语：Kuranda, Queensland） (庫蘭達熱帶雨林自然公園（英语：Rainforestation Nature Park）) [AT1]   [AT2]
- Smithfield（英语：Smithfield, Queensland） (AJ Hackett 凱恩斯蹦極)
  - 凱恩斯 (凱恩斯動物園)
- 凱恩斯 (Cazaly's 體育場（英语：Cazaly's Stadium）)

本赛段任务摘要：

绕道：队伍要选择“烤鱼”或“长矛”两项任务之一。
- 在“烤魚”任务中：选手需要先從土人中取火並搭建火堆烤熟一條魚，令土人滿意即可获得下一条线索。
- 在“長矛”任务中：选手需要投十支長矛,每人五支,並用長矛投射標把。中了最近的得1分,中間的得3分,最遠的得6分。兩人總共得6分即可获得下一条线索。如果把十支長矛用完乃未完成須等候3分鐘罰時才可進行下一輪。罰時後分數不會變更。

路障：选手需要跳蹦極,首先,选手要抽出花式種類,分別有向前斜45度跳、向後斜45度跳、雙人跳和超人跳。向前斜45度跳和有向後斜45度跳要給教練分別拉斜45度再放開手跳蹦極,雙人跳則須要和另一位沒被選擇去跳蹦極的人一起跳,超人跳要穿上超人服跳，成功即可获得下一条线索

減速障礙：选手需要到凱恩斯動物園並到高空行鋼索到另一旁,到了之後組別可以前往提示站。注意的是,选手腳下有雞肉,下面的鱷魚可能會吃掉。

附加任务：

- AT1：在開始時,組別須由上一賽段先後次序選擇動物,分別是老鼠、蚱蜢、蜥蜴、蝴蝶、臭魚和蜘蛛。組別須要選擇其中一人把頭申入箱內並咬出線索。
- AT2：完成繞道後,組別須要按土人一起跳袋鼠舞,同時數出袋鼠圖案在跳舞的路線上的數量。如果組別能同時跳好舞蹈並數出27個袋鼠圖案即可获得下一条线索。

### 第3段（澳大利亚 → 土耳其）

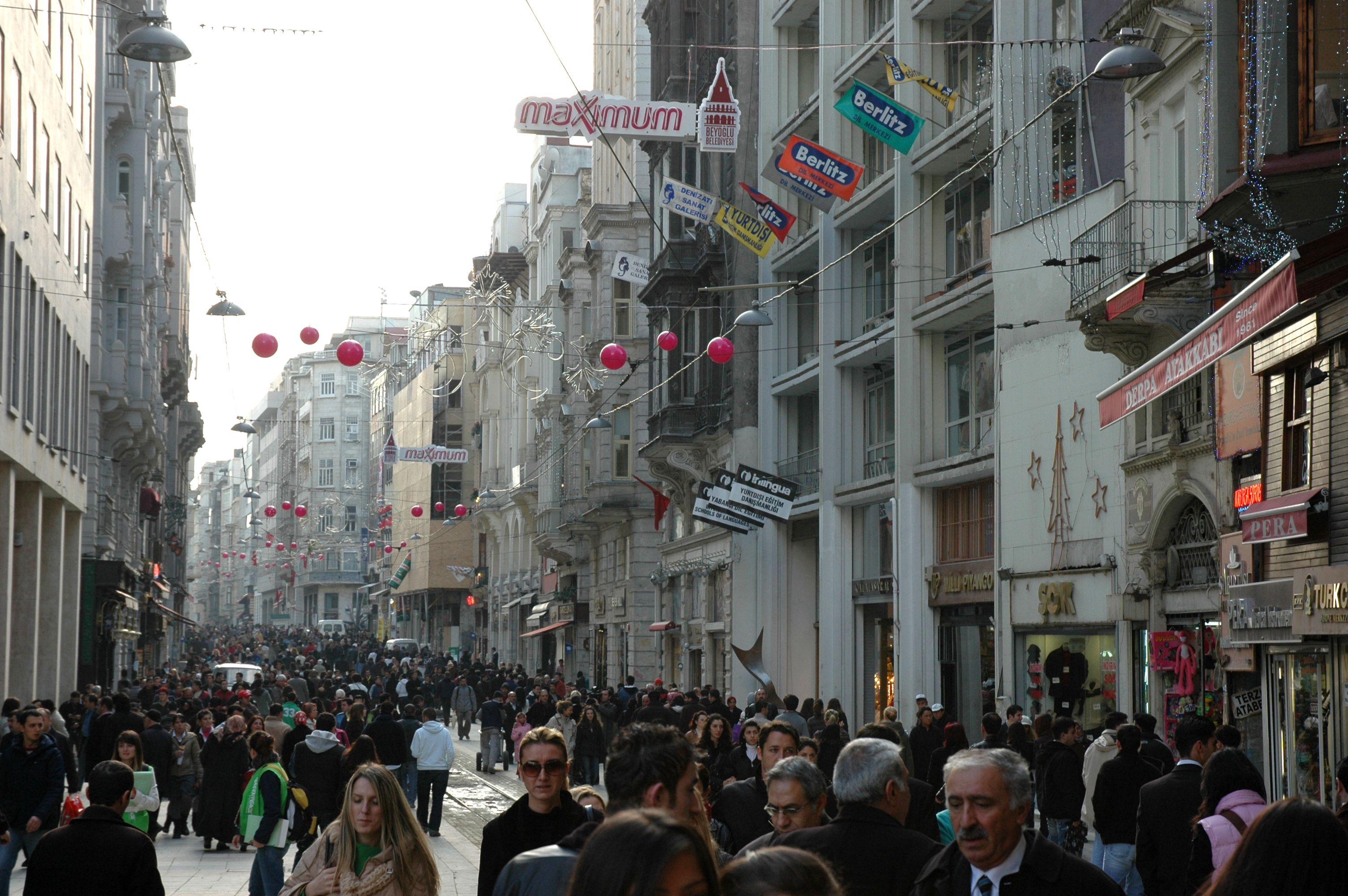
隊伍只可以在獨立大街上的繞道任務取得金錢,到達前或選擇完結繞道後不能再取得任何金錢

- 土耳其，伊斯坦布尔，伊斯坦布尔省 (阿塔蒂尔克国际机场)
- 伊斯坦布尔 (Sura Hagia Sophia 酒店)[AT1]
- 伊斯坦布尔 (许蕾姆苏丹公共浴场)[AT2]
- 伊斯坦布尔 (加拉太塔)
- 伊斯坦布尔 (獨立大街)
- 伊斯坦布尔 (鲁梅里堡垒)
- 伊斯坦布尔 (Hasanpasa麵包店)[AT3]
- 伊斯坦布尔 (奧塔科爾廣場)[AT4]

本赛段任务摘要：

绕道：队伍要选择“手艺”或“才艺”两项任务之一。注意：這繞道為唯一可取得金錢的地方，到達前或選擇完結繞道後不能再取得任何金錢。在其他地方取得金錢須接受15分鐘罰時。
- 在“手艺”任务中：选手需要向向擦鞋摊老板借取摊位，用手艺吸引客人，将赚到的40里拉交給擦鞋摊老板以获得下一条线索，额外赚到的金钱归选手所有。
- 在“才艺”任务中：选手需要到裁判处选择一种道具，包括中國舞服、結他、小丑服、劍和土耳其本地樂器，向路人即兴展示才艺，将赚到的40里拉铜板交給裁判以获得下一条线索，额外赚到的金钱归选手所有。选择才艺的选手赚得的40里拉必須是铜板才可过关。

路障：一名选手需要在5分钟内攀爬绳梯攻上33米的城墙，另一名选手需要在城墙頂部被绳索慢慢吊下城墙。当攀爬的选手在规定时间內敲响城墙頂上的锣才可以成功解救被悬挂于城墙的队友。若攻城失败，被悬挂的队友将直接掉入臭水池并接受15分钟的罚时。

附加任务：

- AT1：在開始前，所有之前的基金全被沒收。除了在繞道可取得金錢外，在其他地方取得金錢須接受15分鐘罰時。
- AT2：选手要用香皂为队友洗澡，直到香皂内的线索信息完全显现。香皂只可能接触队友的皮膚，用手抠出线索或者摔坏香皂都将被视为无效，需领取新的香皂再来。
- AT3：选手需要到指定面包店根据送贷單要求，将一百个面包圈按照样品摆好后，一趟送到三家餐厅，老板清点面包圈数量无误后将在送贷单上盖章，集齐送贷单上的三个印章即可获得下一条线索。
- AT4：到達中途站並登記後，須要在吳振天手上五個住宅地點選一個，並找到住宅的房主，就是組別睡的地方。

### 第4段（土耳其）

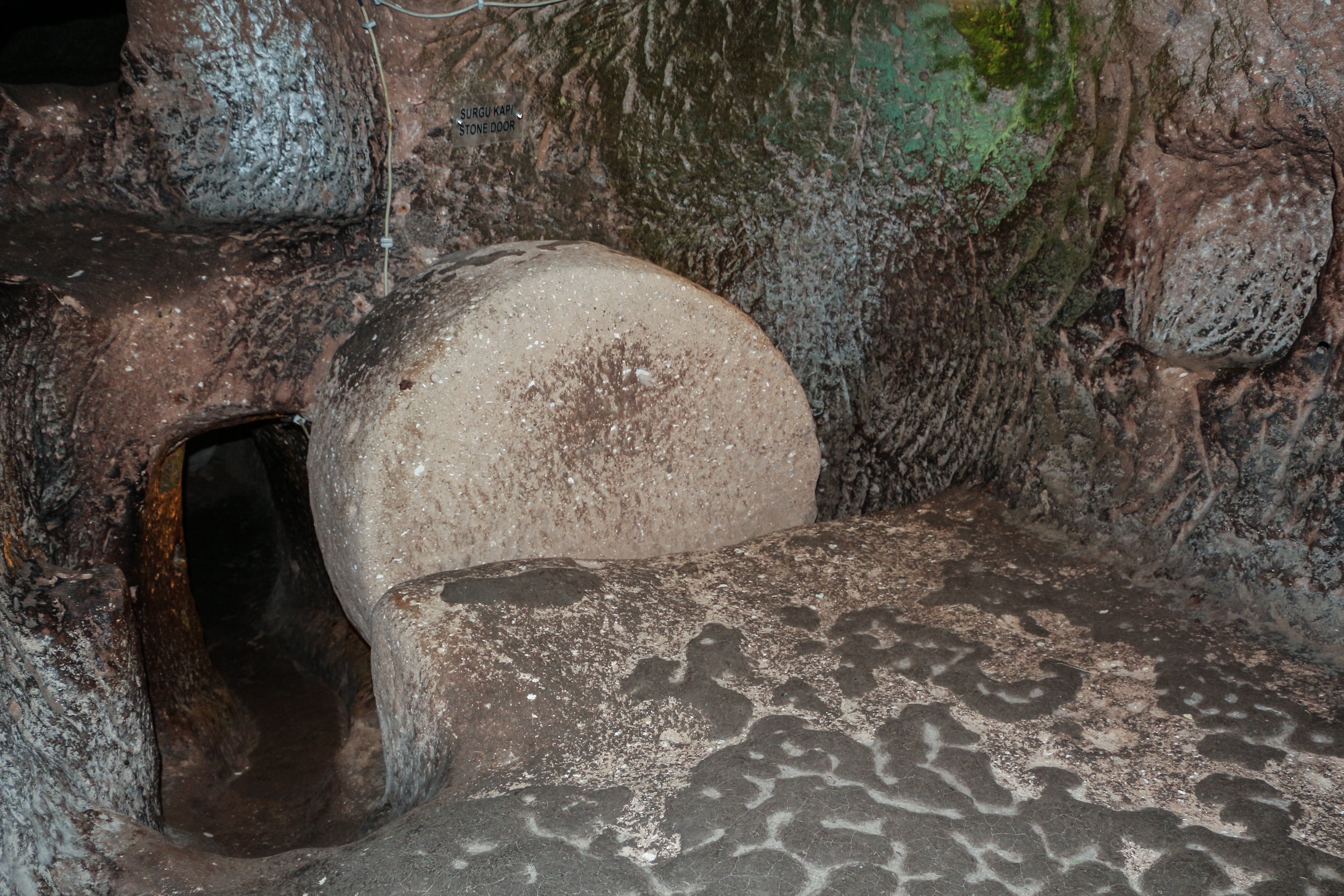
組別須在Özkonak地下城叫醒3組人

- 土耳其，卡帕多细亚 (卡帕多细亚机场（英语：Nevşehir Kapadokya Airport）)
- Çavuşin（英语：Çavuşin） (玫瑰谷) [AT1]
- Çavuşin（英语：Çavuşin） (格雷梅村)
- 阿瓦諾斯 (阿瓦諾斯廣場) [对战任务]
- 阿瓦諾斯 (Evranos餐廳) [AT2]
- Özkonak (Özkonak地下城（英语：Özkonak Underground City）) [AT3]
- Uçhisar（英语：Uçhisar, Nevşehir） (Uçhisar城堡)

### 第5段（土耳其 → 西班牙）

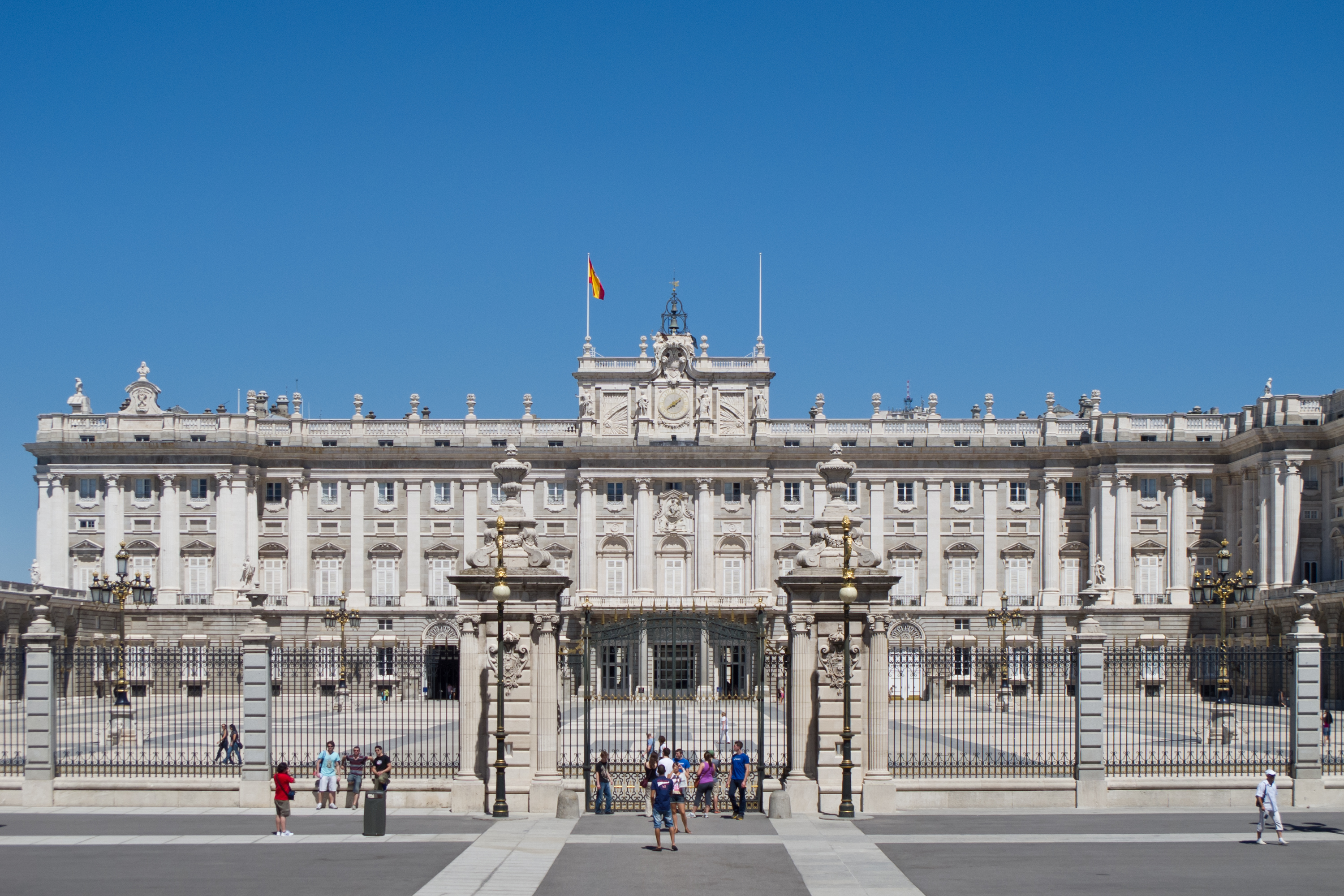
第五賽段提示站馬德里皇宮

- 西班牙，馬德里 (马德里-巴拉哈斯机场)
- 阿蘭胡埃斯 (阿蘭胡埃斯王宮) [对战任务]
- 阿蘭胡埃斯 (阿蘭胡埃斯鬥牛場（英语：Aranjuez#Plaza_de_Toros） 或 阿蘭胡埃斯憲法廣場)
- 阿蘭胡埃斯 (維珍德爾波多幼兒園)
- 拉斯羅薩斯 (西班牙國家隊訓練基地) [AT1]
- 馬德里 (聖伊西德羅公園（西班牙语：Parque de San Isidro）米羅廣場)
- 馬德里 (馬德里皇宮)

### 第6段（西班牙 → 法國）

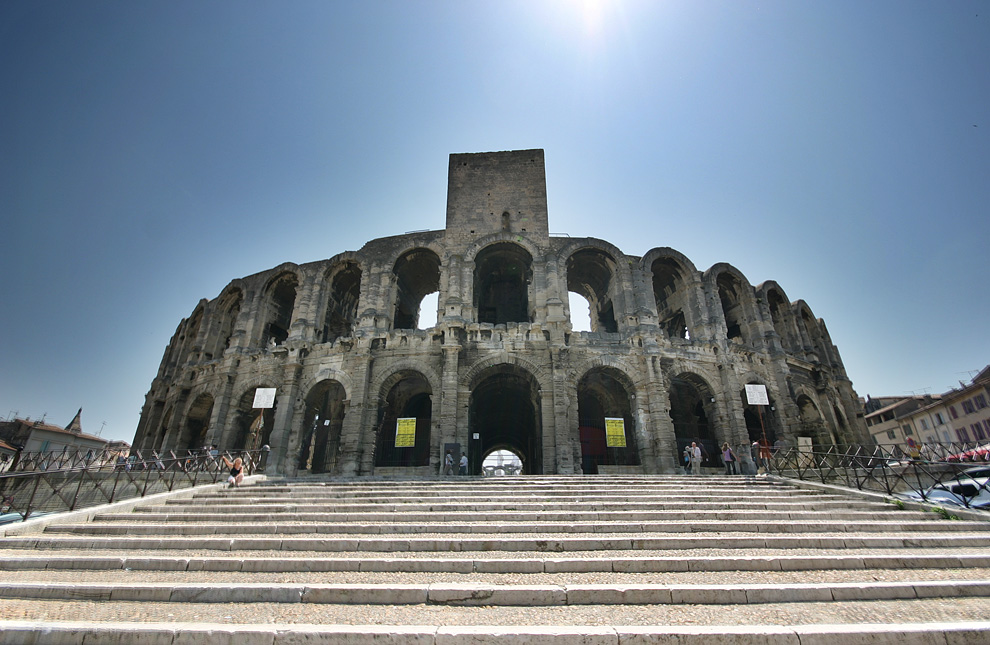
路障地方 - 阿爾勒競技場

- 馬德里 (马德里阿托查车站) 到  法國，普罗旺斯 (马赛圣夏尔车站)
- 丰特维耶伊尔 (Estoublon城堡（法语：Château d'Estoublon）) [AT1]
- 阿爾勒 (阿爾勒競技場)
- 拉-索尔居厄河畔利斯勒 (利勒小鎮) [AT2]
- 亞維儂 (索特薰衣草田) [AT3]

### 第7段（法國 → 納米比亞）

在布須曼人村，組別須要模仿布須曼人動作

- 納米比亞，温得和克 (霍齐亚·库塔科国际机场)
- 温得和克 (Naankuse野生動物保護區) [AT1]
- 温得和克 (Frederik Voigt) [AT2]
- 温得和克 (Clever Cubs) [AT3]
- 温得和克 (布須曼人村) [AT4]

### 第8段（納米比亞 → 模里西斯）

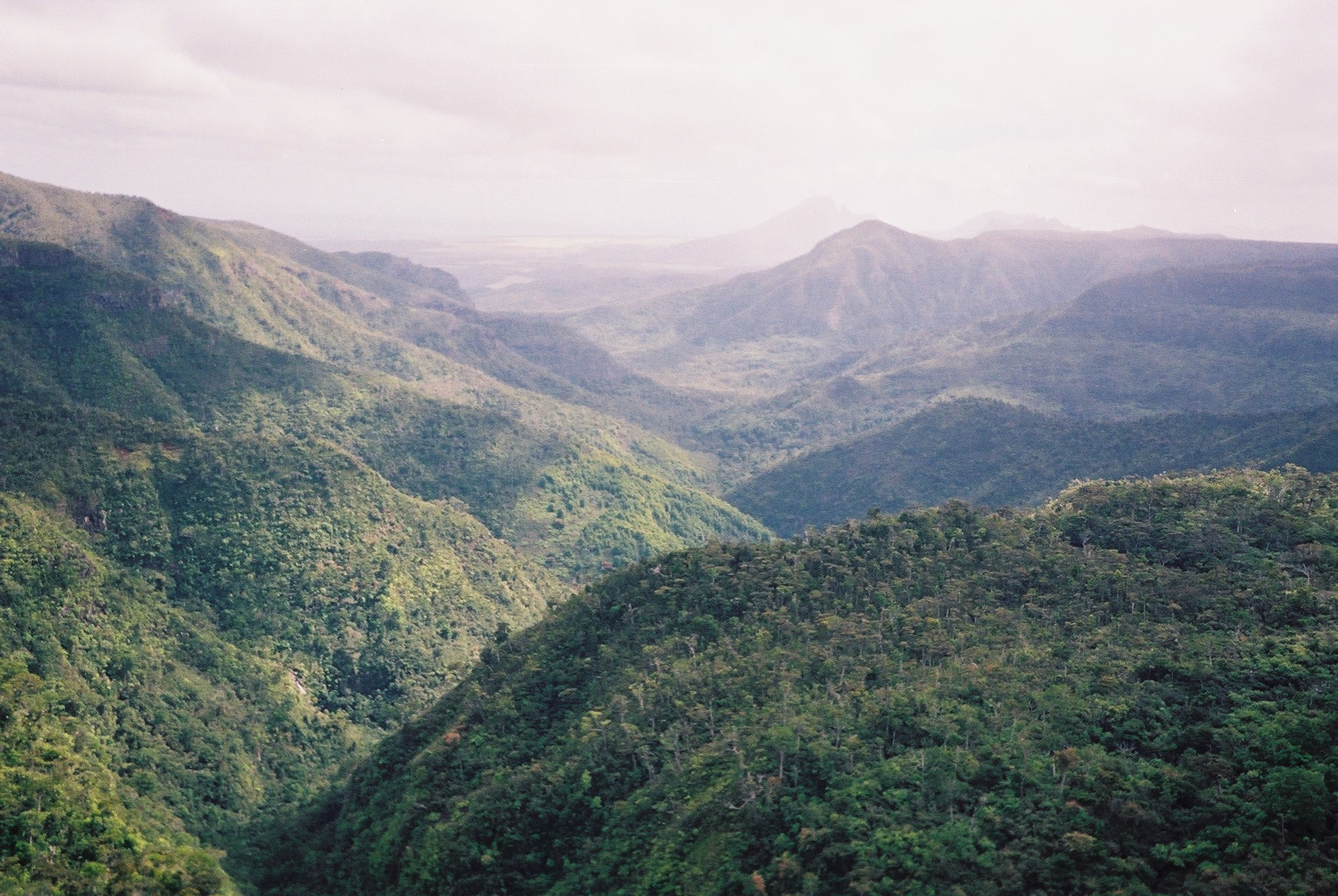
第八賽段提示站黑河谷國家公園

- 模里西斯 (西沃萨古尔·拉姆古兰爵士国际机场)
- 弗拉克站 (長灘酒店的沙灘)  [对战任务 1]
- 沙穆尼 (二十三色土國家公園) [計時对战任务 1]
- 馬埃堡 (馬埃堡海濱) [計時对战任务 2]
- 黑河谷 (黑河谷國家公園) [对战任务 2] [对战任务 3] [对战任务 4]

### 第9段（模里西斯 → 泰國）

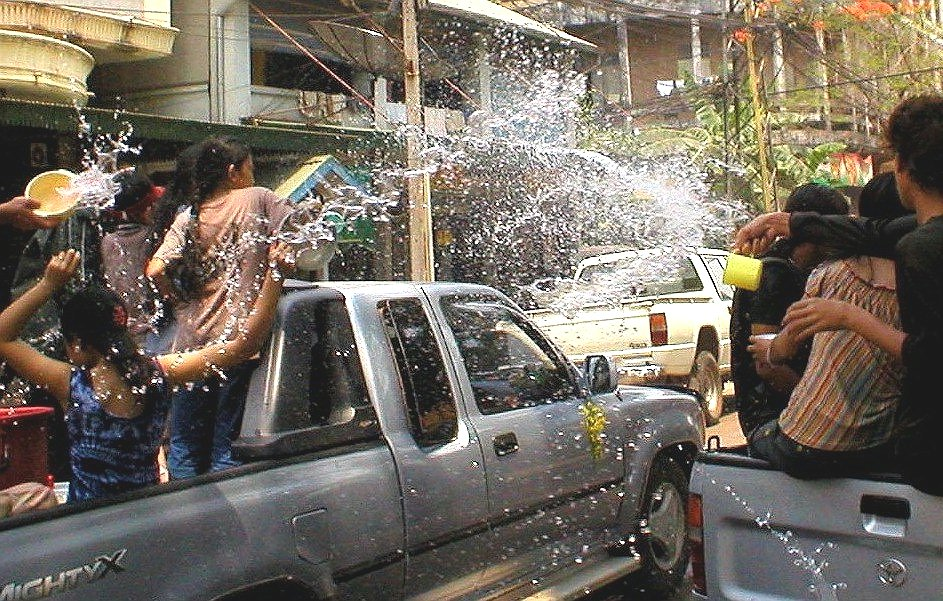
在巴剎寺，組別須要參加泰國潑水節。

- 泰國，曼谷 (素万那普机场)
- 大林江 (矮雞廟) [AT1]
- 曼谷河內區 (帕廊諾市場) [AT2]
- 曼谷 前往 暖武里
- 樸Kret區 (農地布里中學) [AT3]
- 邦艾區 (巴剎寺)  [AT4]
- 暖武里直轄縣 (查能拍吉寺（德语：Wat Chaloem Phra Kiat） - Chaloem Kanchanaphisek 公園)

本赛段任务摘要：

路障︰一名选手需要用36個水果籃疊起，非參與路障選手須要給參加路障選手水果籃，直到參加路障選手並須站在上面拿到吊在高處的線索卡為止。

附加任务：

- AT1︰選手需要在100隻雞中，找出兩隻中其中1隻擁有自己隊伍照片的雞，並帶着一隻鬥雞到中途站。
- AT2︰選手需要先從甜、酸、苦、辣中選擇一樣，然後在市場中用泰文拼音向市場商販購買食材該清單中的東西，然後給回美食店東主檢查，當店主確認所有材料齊了，他會給組別該味道代表菜，組別須吃完該味道的食品才可以看見下個地點位置。
- AT3︰選手在五分鐘內，需要把不能目視的汽車，根據汽車內的鏡頭，用倒車在英菲尼迪標志的花盆賽道內駕駛，在車子不能碰到任何東西下，把車駛至賽道尾，並轉向，然後觀察路旁的數字和英文字母，説給評判，便會有下一張的線索卡。
- AT4︰組別須參加參加泰國潑水節，在可以用任何方法下，把收集到的水放在容器裏，直至裝滿容器的紅線上。

### 第10段（泰國 → 中國）

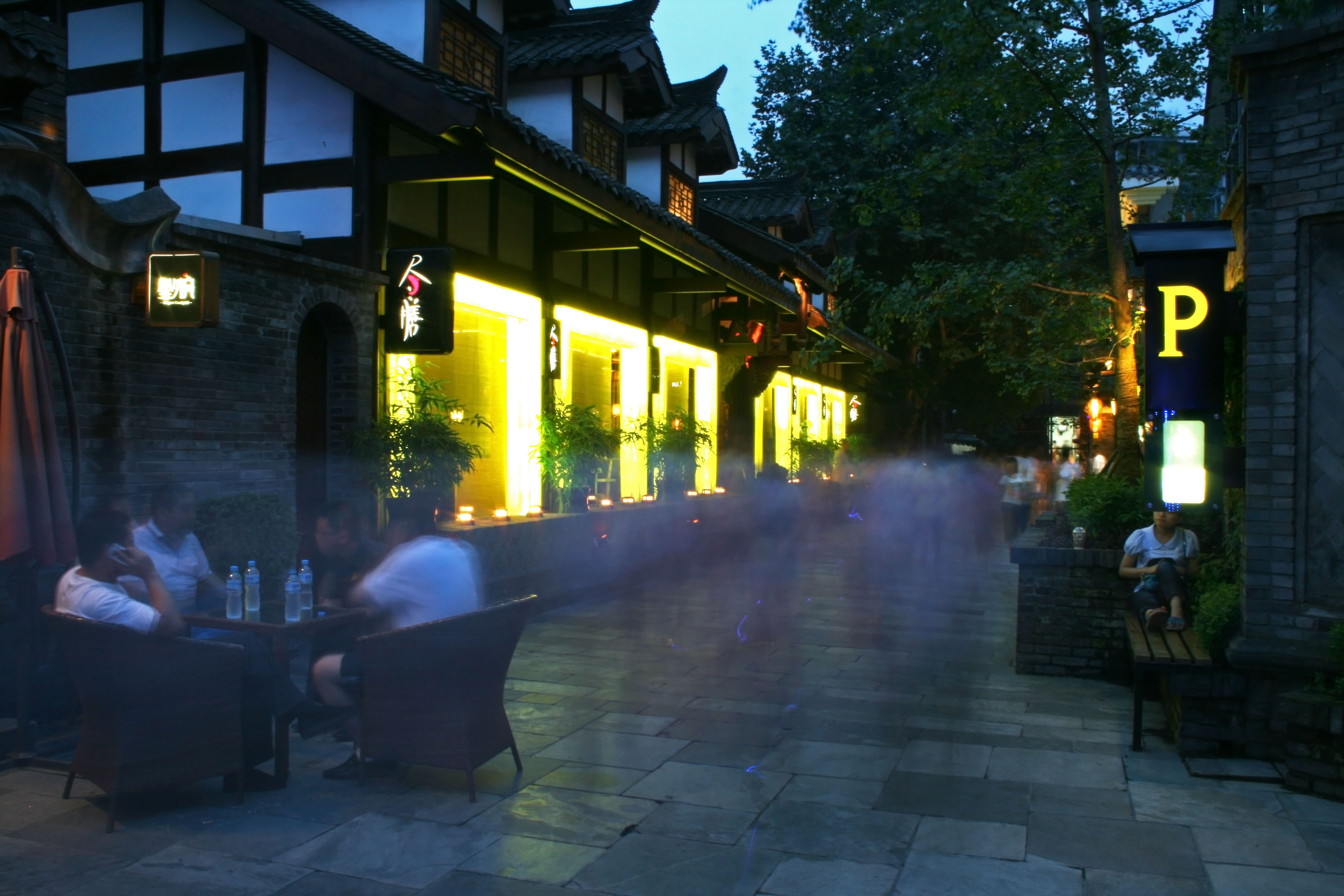
在寬窄巷子，組別須使用有劃線的超长筷子互喂队友吃一大盘伤心凉粉。

- 中國，成都 (成都双流国际机场)
- 青羊区 (金沙遗址博物館)
- 金牛区 (金沙劇場) [AT1]
- 金牛区 (歡樂谷（成都）（英语：Happy Valley Chengdu）) [AT2]
- 青羊区 (美亞蒙特梭利幼兒園) [AT3]
- 青羊区 (寬窄巷子茶馬江湖) [AT4]
- 温江区 (金馬國際馬術體育公園)
- 青羊区 (国际非物质文化遗产博览园) [AT5]
- 成都市 (西南交通大學犀浦校區體育館)

本赛段任务摘要：

路障：一名选手需要爬过一個吊在10层楼高桁架上的15米长透明塑料薄膜，成功抵达终点即可获得下一条线索。

附加任务：

- AT1：一位选手拉动弹力绳，将弹力绳上的队友弹至高空，摘取悬挂的残片，成功摘取残片即可获得。
- AT2：首先，組別須选择一个已有六张麻将的挑战台，一人作指挥，另一人前往水中挑选八张由工作人员背在身上合适的麻将组成一副符合川式麻将规则的胡牌。，即可获得下一条线索。
- AT3：在歡樂谷，組別須把放在歡樂谷的玩具用英菲尼迪把所有組別的玩具放進車內并驾至美亞蒙特梭利幼兒園。到達後，組別須运送玩具到指定区域，并把拆装物品安装好，在老師确认沒有錯誤或留下的之后即可获得下一线索。
- AT4：組別須使用有劃線的超长筷子互喂队友吃一大盘伤心凉粉，在手不能過筷子的線下，組別須互喂並全部吃完即可获得下一线索。如果掉落三块凉粉，选手则需要重新挑战。
- AT5：組別須要在七层八卦阵中，依次找到印有各賽段去过的国家国旗的盾牌，找對即可前往下層，到达阵型中央，諸葛亮會給他們下一条线索。

## 主題曲
新的心跳
- 作曲:G.E.M.鄧紫棋
- 填詞:G.E.M.鄧紫棋
- 編曲:Lupo Groinig
- 主唱:G.E.M.鄧紫棋

## 收视率
| 中国 深圳卫视 首播收视率 （CSM50） |               |        |          |      |                                   |
| 集數                               | 播出日期      | 收视率 | 收视份额 | 排名 | 備註                              |
| 0                                  | 2015年7月3日  | 0.171  | 0.52     | 26   |                                   |
| 1                                  | 2015年7月10日 | 0.677  | 2.22     | 7    |                                   |
| 2                                  | 2015年7月17日 | 0.752  | 2.37     | 7    | 情侶組淘汰                        |
| 3                                  | 2015年7月24日 | 0.732  | 2.34     | 7    |                                   |
| 4                                  | 2015年7月31日 | 0.689  | 2.37     | 9    | 父女組淘汰                        |
| 5                                  | 2015年8月7日  | 0.729  | 2.287    | 8    |                                   |
| 6                                  | 2015年8月14日 | 0.777  | 2.45     | 6    | 閨蜜組淘汰                        |
| 7                                  | 2015年8月21日 | 0.672  | 2.08     | 9    | 新增姐弟踢館組 姐弟組踢馆成功     |
| 8                                  | 2015年8月28日 | 0.632  | 1.955    | 11   | 引進賽制分組對抗積分賽 姐弟組淘汰 |
| 9                                  | 2015年9月11日 | 0.726  | 2.353    | 10   | 新增搭檔踢館組 搭档組踢馆失败     |
| 10                                 | 2015年9月25日 | 0.476  | 1.557    | 16   |                                   |

1. 同时段或交叉时段主要节目：
  - 湖南卫视 - 爸爸去哪儿 / 天天向上
  - 浙江卫视 - 中国好声音
  - 江苏卫视 - 真心英雄
  - 安徽卫视 - 星动亚洲
  - CCTV-3 - 星光大道
2. 数据由广视索福瑞提供，调查范围为四岁以上之观众。